# Le Malzieu-Ville
Le Malzieu-Ville è un comune francese di 895 abitanti situato nel dipartimento della Lozère nella regione dell'Occitania.

## Società

### Evoluzione demografica
Abitanti censiti